# Vidin
Vidin är en stad i nordvästra Bulgarien, huvudort i regionen Vidin. Staden hade 50 547 invånare i slutet av 2007. Den ligger på högra stranden av Donau, 34 meter över havets nivå, mitt emot Calafat i Rumänien, som den tidigare hade färjeförbindelse med. Sedan 2013 förbinder en nybyggd bro — den längsta över Donau — de båda städerna. Vidin ligger på samma plats som det romerska Bononia i övre Mesien. 
Läget är osunt till följd av de sumpmarker som utbreder sig vid mynningen av Topolovitsa och andra av Donaus tillflöden, men samma sumpmarker förklarar också stadens betydelse som strategisk punkt. Den har ännu ett orientaliskt utseende med sin basar och sina moskéer. Vidin har haft en tradition av tillverkning av filigranarbeten i guld och silver. 

## Historia
1356 skilde den bulgariske tsaren Ivan Alexander Vidin från det bulgariska kungarirket och insatte sin son Ivan Sratsimir (1356-1396) som härskare där. 1365 ockuperades Vidin av ungrare som höll staden i några år, till 1369. 1393 blev Bulgarien erövrat av Osmanska riket vilket blev slutet för den större bulgariska staten. Efter den osmanska erövringen blev de små utbrutna områdena Dobrudja, Prilep, Velbazjd och Vidin de enda kvarvarande bulgariska staterna. Denna situation varade endast några år. 1396 organiserades ett korståg mot osmanerna och Sratsimir skickade trupper till detta. Sedan han besegrat korsfararna i slaget vid Nikopolis samma år annekterade Bayezid I Vidin till Osmanska riket som bestraffning för att området deltagit i den antiosmanska styrkan. 
Staden var alltid ett viktigt bålverk för turkarna vid Donau och befästes synnerligen starkt av den turkiske rebellen och paschan Pasván-Oglu, som bakom dess murar 1798 trotsade Selim III:s ofantliga övermakt. Han hade förklarat sig oberoende och bildat ett rike vid Donaus stränder, och efter flera motgångar avstod sultanen åt honom fullständigt herraväldet över Vidin för hans återstående livstid (1798-1807). 
Under turkiska kriget på 1850-talet spelade Vidin en roll. 1876-77 tjänade det Osman paschas kår som stödpunkt och var 1877 utgångspunkt för hans frammarsch mot Pleven. Vidins befästningar förstördes delvis 1878, och i följd av Berlinfördraget 1879 slopades återstoden, men under serbisk-bulgariska kriget 1885 återställdes de.